# Тинян (Хорватія)
Тинян (хорв. Tinjan) — населений пункт і громада в Істрійській жупанії Хорватії.

## Населення
Населення громади за даними перепису 2011 року становило 1 684 осіб. Населення самого поселення становило 417 осіб.
Динаміка чисельності населення громади:
Динаміка чисельності населення центру громади:

## Населені пункти
Крім поселення Тинян, до громади також входять: 
- Брчичі
- Бречевичі
- Яковичі
- Кринга
- Мунтриль
- Радетичі
- Жужичі

## Клімат
Середня річна температура становить 12,11 °C, середня максимальна – 26,25 °C, а середня мінімальна – -2,78 °C. Середня річна кількість опадів – 1013 мм.
| Клімат поселення                              | Клімат поселення | Клімат поселення | Клімат поселення | Клімат поселення | Клімат поселення | Клімат поселення | Клімат поселення | Клімат поселення | Клімат поселення | Клімат поселення | Клімат поселення | Клімат поселення | Клімат поселення |
| Показник                                      | Січ.             | Лют.             | Бер.             | Квіт.            | Трав.            | Черв.            | Лип.             | Серп.            | Вер.             | Жовт.            | Лист.            | Груд.            |                  |
| Середній максимум, °C                         | 9,39             | 10,25            | 13,05            | 16,93            | 21,71            | 25,72            | 26,25            | 25,61            | 20,98            | 16,49            | 11,51            | 8,51             |                  |
| Середня температура, °C                       | 3,30             | 4,14             | 6,95             | 10,84            | 15,62            | 19,63            | 22,18            | 21,53            | 16,90            | 12,42            | 7,44             | 4,43             |                  |
| Середній мінімум, °C                          | −2,78            | −1,92            | 0,85             | 4,75             | 9,53             | 13,54            | 18,08            | 17,44            | 12,81            | 8,32             | 3,34             | 0,34             |                  |
| Норма опадів, мм                              | 73               | 60               | 74               | 85               | 74               | 87               | 63               | 89               | 90               | 110              | 117              | 91               |                  |
| Середньомісячна швидкість вітру, м/с          | 1.80             | 2.08             | 2.29             | 2.34             | 2.09             | 2.00             | 1.97             | 1.89             | 1.86             | 1.99             | 2.05             | 1.95             |                  |
| Середньомісячна сонячна радіація, кДж/м²·день | 4523             | 7449             | 10670            | 15014            | 19251            | 20872            | 21845            | 18756            | 14015            | 9038             | 4946             | 3780             |                  |
| --------------------------------------------- | ---------------- | ---------------- | ---------------- | ---------------- | ---------------- | ---------------- | ---------------- | ---------------- | ---------------- | ---------------- | ---------------- | ---------------- | ---------------- |
| Джерело:                                      |                  |                  |                  |                  |                  |                  |                  |                  |                  |                  |                  |                  |                  |